# Wisseloord Studios
Il Wisseloord Studio è uno studio di registrazione a Hilversum, Paesi Bassi. Fu ufficialmente inaugurato nel 1978 dal Principe Claus dei Paesi Bassi.
Vi hanno registrato diversi artisti famosi come Elton John, Scorpions, Def Leppard, Iron Maiden, Tina Turner, e U2.

## Artisti che hanno registrato ai Wisseloord Studios
- 3 Doors Down
- 50 Cent
- Akon
- Alain Clark
- Ali Campbell
- Alceu Valença
- André Rieu
- André van Duin
- Andrea Bocelli
- Anouk
- Axxis
- BZN
- Barclay James Harvest
- Bastiaan Ragas
- The Beautiful South
- Benny Neyman
- Benny Sings
- BLØF
- Boudewijn de Groot
- Cactus World News
- Casiopea
- Channel Zero
- Cristina Deutekom
- Clark Datchler
- Clouseau
- Danger Danger
- David Knopfler
- David Lee Roth
- David Soul
- David Sylvian
- De Dijk
- Def Leppard
- Dieter Falk
- D-A-D
- Do
- Dr. Hook & The Medicine Show
- Edsilia Rombley
- Elton John
- Electric Light Orchestra
- Elvis Costello and the Attractions
- Epica
- Erik Hulzebosch
- Foo Fighters
- Francis Goya
- Frank Boeijen
- Frankie Goes to Hollywood
- Gerard Joling
- Gert Bettens
- Gheorghe Zamfir
- Glennis Grace

- Gloria Estefan
- Go West
- Gordon
- Gotthard
- Harry Sacksioni
- Herman Brood
- Herman van Veen
- Hollywood Undead
- Imperiet
- Indochine
- Iron Maiden
- James Blunt
- Jan Smit
- Jeff Lynne
- Jo Lemaire
- Judas Priest
- Julia Neigel
- Kane
- Killing Joke
- Kingdom Come
- Klaus Hoffmann
- Klaus Lage Band
- Krezip
- Laura Fygi
- Lee Towers
- Lionel Richie
- Loïs Lane
- Lucie Silvas
- Luv'
- Magnum
- Manowar
- Marque
- Metallica
- Michael Jackson
- Mick Jagger
- Mike Batt
- Miriam Makeba
- Misia
- Noa
- The Nits
- Noordkaap
- Normaal
- Orchestral Manoeuvres in the Dark
- OpusTemplate:Disambiguation needed
- Paco de Lucía
- Paul de Leeuw
- Paul McCartney
- Paul Young
- Peter Maffay
- Peter Sarstedt

- Phil Collins
- Quadrophonia
- Queensrÿche
- Racoon
- Rammstein
- Raymond van het Groenewoud
- René Froger
- Robert Palmer
- Robin S.
- Ruth Jacott
- Sade
- Sarah Bettens
- Saxon
- Scorpions
- Shirley Bassey
- Simple Minds
- Simply Red
- Sinéad O'Connor
- Soulsister
- Spider Murphy Gang
- Status Quo
- Stereophonics
- Sting
- Technotronic
- Telly Savalas
- Ten Sharp
- The Gathering
- The Cranberries
- The Nits
- The Madd
- The Police
- The Stranglers
- The Undertones
- Thomas Anders
- Tina Turner
- Tony Carey
- Toots Thielemans
- T'Pau
- Treat
- Trijntje Oosterhuis
- U2
- UB40
- Valensia
- Van Dik Hout
- Victory
- Willy DeVille
- Within Temptation
- Youp van 't Hek
- Zucchero Fornaciari
- Zinatra